# Catedral de la Divina Providencia (Chisináu)
La Catedral de la Divina Providencia (en rumano: Catedrala Providenţa Divină) es un edificio religioso afiliado a la Iglesia católica que Se encuentra en Chisináu, Moldavia, y es la catedral de la Diócesis de Chisináu.
La iglesia neoclásica fue construida en 1836 por el arquitecto Avraam Melnikov, gracias a las subvenciones del zar Nicolás I de Rusia. Con el advenimiento del poder soviético en 1944 se nacionalizaron todas las actividades de la parroquia, en 1963 la iglesia fue cerrada y los fieles ortodoxos fueron obligados a ir a  una pequeña capilla en el cementerio. En 1989 el edificio fue devuelto a la parroquia. La iglesia ha sido sede desde el año 1993 de la Administración Apostólica de Moldavia y desde el 2001, de la diócesis de reciente creación de Chisináu. Una serie de trabajos de restauración se iniciaron en la primavera de 2002 y terminaron en 2004. 